# Sydamerikansk skedand
Sydamerikansk skedand (Spatula platalea) är en fågel i familjen änder inom ordningen andfåglar.

## Utseende
Den adulta hanen sydamerikansk skedand har en genomgående kanelfärgad fjäderdräkt med mörka fläckar och en grön vingspegel. Huvud och hals är gråaktigt och stjärtpatiet svartvitt. Den adulta honan har en ljusare gråbrunaktig fjäderdräkt. Som alla skedänder har den en stor skedformad näbb, vilket gett gruppens dess trivialnamn. 

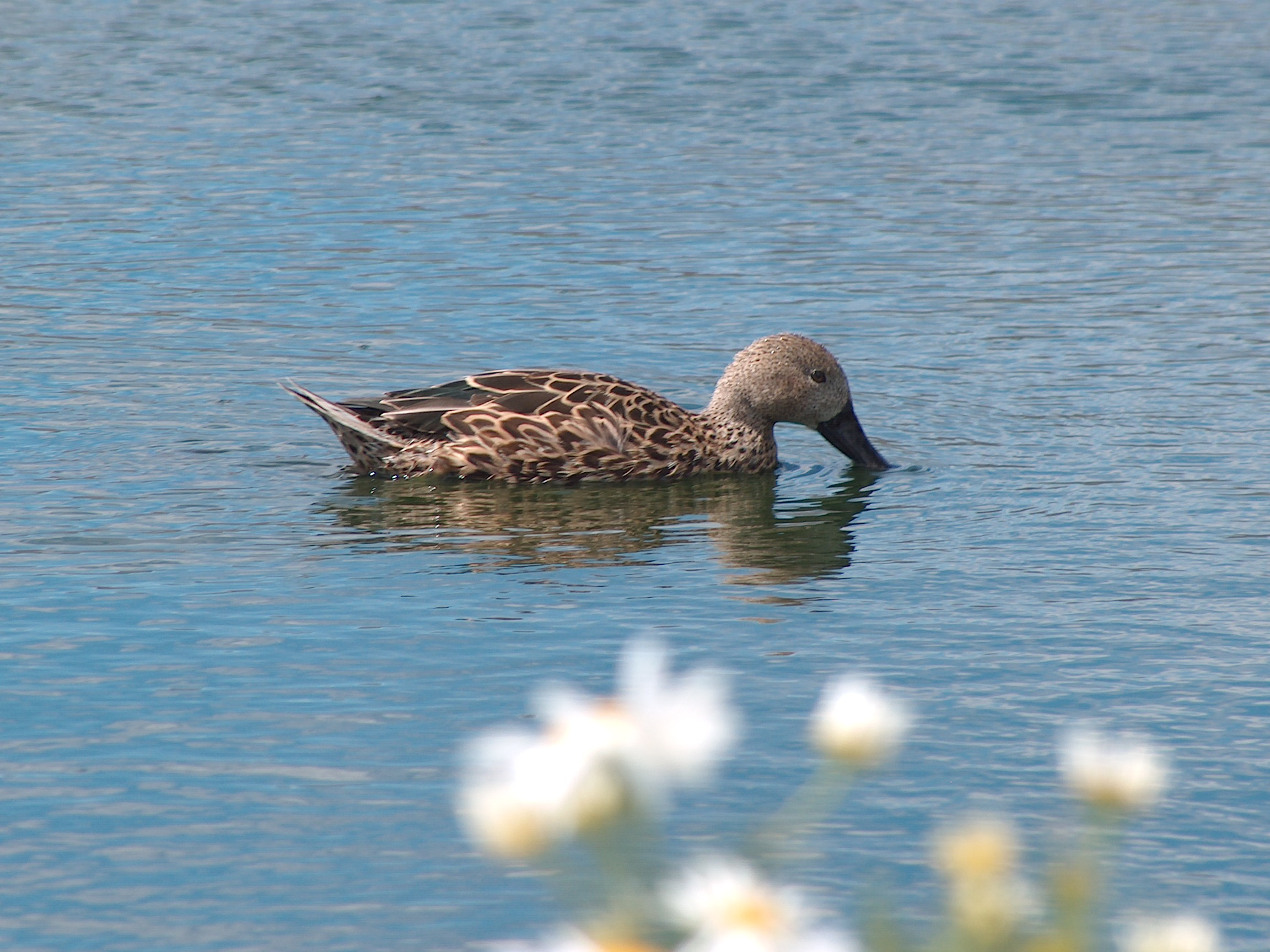
Adult hona
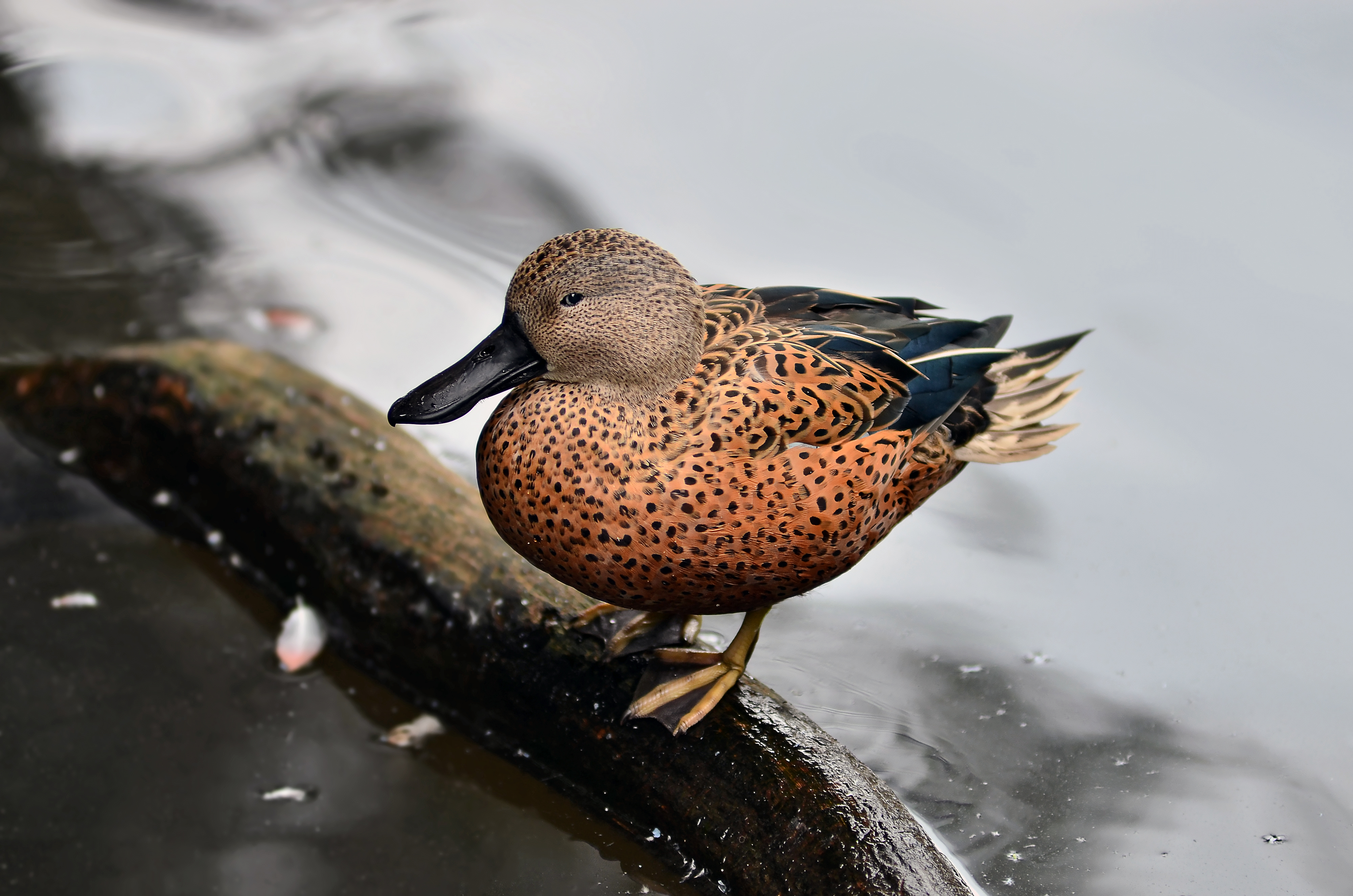
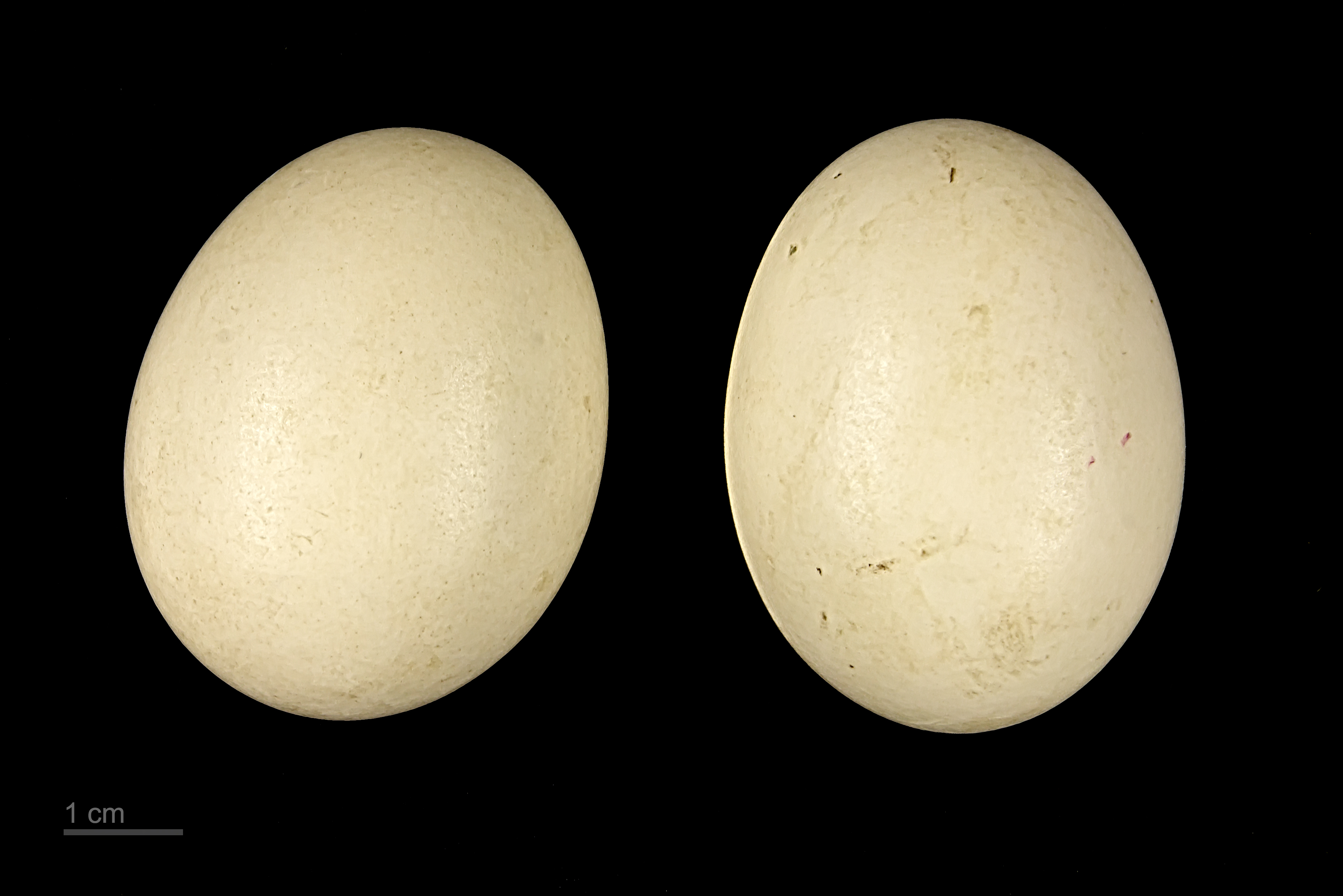
Museum specimen

## Utbredning och systematik
Fågeln förekommer från södra Peru och södra Brasilien till Eldslandet och Falklandsöarna. Vintertid flyttar de allra sydligate häckningspopulationerna norrut till Brasilien och Peru. 

### Släktestillhörighet
Tidigare placerades arten i släktet Anas, men genetiska studier visar att Anas-arterna troligen inte är varandras närmaste släktingar. Sedan 2017 bryts därför sydamerikansk skedand tillsammans med bland annat den europeiska skedanden och årtan ut i släktet Spatula av de internationellt ledande taxonomiska auktoriteterna. Svenska BirdLife Sveriges taxonomikommitté följde efter 2022.

## Levnadssätt
Den sydamerikanska skedanden påträffas i grunda sjöar och dammar med täta vassruggar eller i våtmarker, även i brackvatten som flodmynningar och kustlaguner. Den lever bland annat av gräs, örter och vattenlevande växter och alger, men även små ryggradslösa djur. Den skedformade näbben är utrustad med lameller varmed den kan filtrera fram små födoämnen ur vattnet. 

### Häckning
Fågeln bildar par i övervintringsområdena. De sju till åtta äggen ruvas i 25–26 dagar och ungarna är flygga efter ytterligare 40-45 dagar.

## Status och hot
Arten har ett stort utbredningsområde och en stor population med stabil utveckling. Utifrån dessa kriterier kategoriserar IUCN arten som livskraftig (LC).